# أوروبورغ
أوروبورغ هو ملعب كرة قدم يقع في غرونينغن، هولندا، يتسع لجلوس 22،579 متفرج. بدأ بناؤه في 2004 وافتتح في 2006. ويضم موقع الملعب كازينو، سينما، مدرسة، سوبر ماركت، ومركزاً للياقة بدنية. كان أوروبورغ أيضًا واحداً من أربعة أماكن لبطولة أوروبا تحت 21 سنة لكرة القدم 2007، التي استضافتها هولندا. وكان المضيف لجميع مباريات مجموعة البرتغال والنهائي بين هولندا وصربيا.

## أهم الأحداث التي استضافها
- بطولة أوروبا تحت 21 سنة لكرة القدم 2007

## روابط خارجية
- الموقع الرسمي
- صور الملعب